# Vektorbildschirm

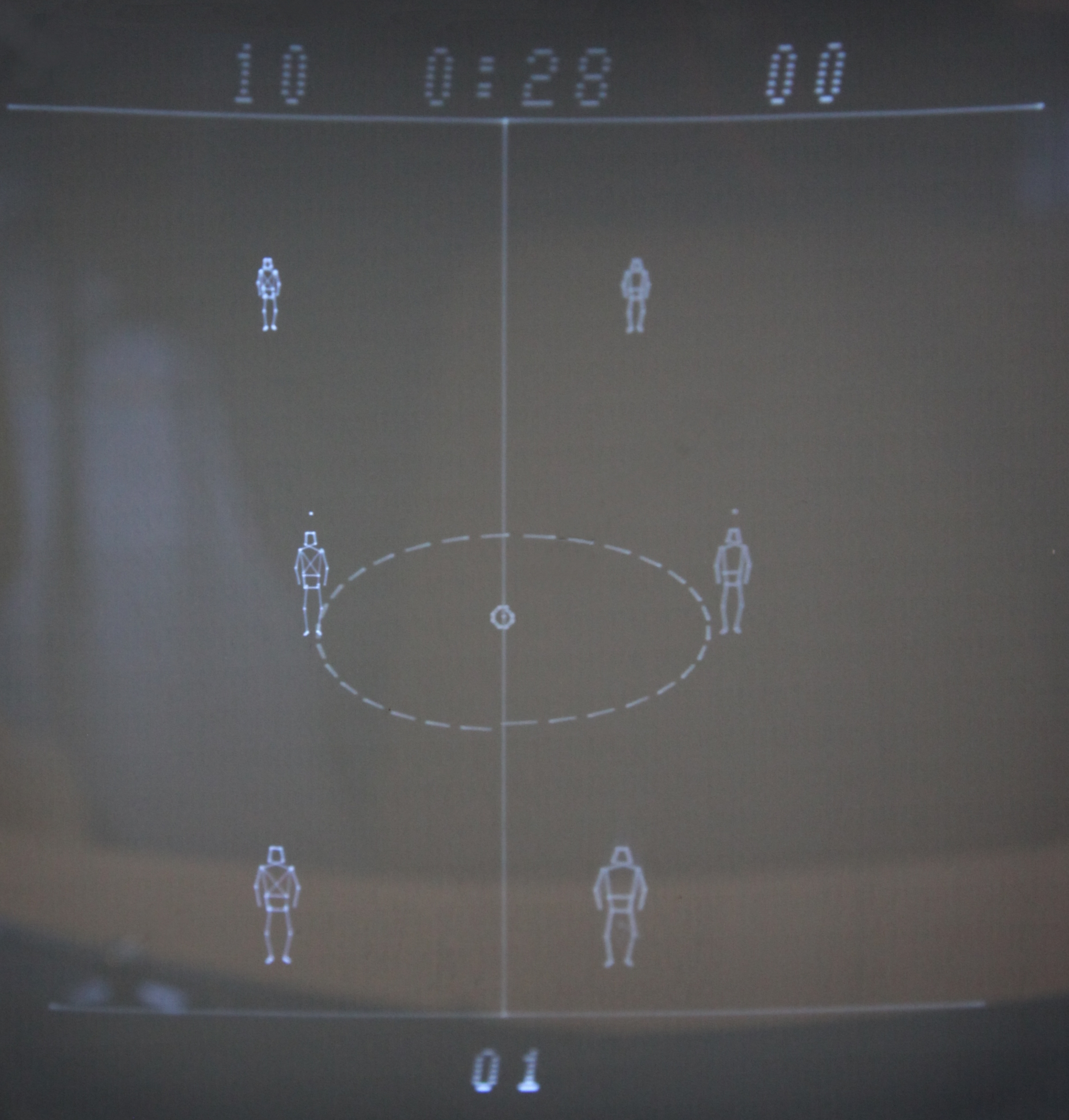
Bildschirmdarstellung: Vectrex Heads Up Action Soccer Game

Ein Vektorbildschirm ist ein auf der Kathodenstrahlröhre basierender Bildschirmtyp, der im Gegensatz zum Fernseher das Bild nicht zeilen- und spaltenweise aufbaut, sondern wie ein Oszilloskop direkt mit dem Kathodenstrahl Punkte und Linien auf den Leuchtschirm zeichnet. Kompliziertere Figuren wie Buchstaben werden aus einzelnen Liniensegmenten zusammengesetzt. Vektorbildschirme wurden in den 1960er Jahren entwickelt und waren noch bis Mitte der 1980er Jahre auffindbar.
Dem breiten Publikum begegneten Vektorbildschirme vor allem bei Arcade-Automaten mit Spielen wie Lunar Lander, Asteroids und Spacewar! und der Spielkonsole Vectrex.

## Funktionsweise

Architektur eines typischen Vektorbildschirm-Systems

Typische Systeme bestehen aus einem mit dem Hauptprozessor verbundenen Bildschirmprozessor (display processor), einem Anzeigepuffer (display buffer) und einer Kathodenstrahlröhre. Der Anzeigepuffer speichert eine Liste von Zeichenbefehlen mit (x, y)- oder (x, y, z)-Endpunktkoordinaten sowie Befehlen zur Textausgabe. Diese Befehle werden vom Bildschirmprozessor interpretiert und vom Vektorengenerator (vector generator) in elektrische Spannungen umgewandelt, die schließlich die Position des Elektronenstrahls steuern.
Da die Leuchtkraft des Leuchtstoffs nach der Anregung durch den Elektronenstrahl in einigen zehn oder höchstens hundert Mikrosekunden abnimmt, muss der Bildschirmprozessor den Anzeigepuffer immer wieder durchgehen, um den Leuchtstoff neu aufzufrischen. Dies musste mindestens 40-mal pro Sekunde geschehen, um unterstützt durch mittellang nachleuchtende Bildschirme das Flimmern erträglich zu halten. In den 1960er-Jahren gab es nur wenige und sehr teure Geräte, die dazu in der Lage waren. Außerdem konnten nur bis zu einige Tausend Linien flimmerfrei angezeigt werden.
In den späten 1960er Jahren kamen so genannte Direct-View Storage Tubes (DVSTs) auf den Markt, bei denen ein einmal geschriebenes Bild mehrere Minuten lang sichtbar blieb. Damit wurde der Anzeigepuffer hinfällig; die Anzeige war stets flimmerfrei.